# Knut Harald Bohlin
Knut Harald Bohlin (Stockholm, 31 de agosto de 1869 — Torö, Nynäshamn, 24 de julho de 1956 ) foi um botânico e professor universitário que se destacou no campo da ficologia.

## Biografia
Bohlin tornou-se doutor em filosofia em 1901, e no mesmo ano ingressou como docente de botânica na Universidade de Estocolmo. Também foi professor de biologia e química, bem como reitor, na Nya Elementarskolan (Statens provskola Nya Elementarskolan i Stockholm ) em 1914. Bohlin realizou viagens científicas para, entre outros lugares, os Açores e visitou vários países europeus para estudar questões pedagógicas e organizacionais escolares. 
A sua investigação botânica científica diz respeito principalmente às algas microscópicas de água doce, especialmente à história evolutiva, biologia e filogenia das algas verdes.
Bohlin também publicou trabalhos sobre a morfologia e fisiologia das plantas superiores. Como pedagogo (Skolman), colaborou em investigações sobre a reorganização do ensino secundário, na elaboração de planos de ensino em biologia e química para os trabalhos de ensino geral superior, e em vários escritos tratou de questões pedagógicas como a formação de professores e a organização do ensino. É autor de livros didáticos sobre biologia e química.